# Trái tim dũng cảm
Trái tim dũng cảm (tiếng Anh: Braveheart) là bộ phim sử thi, hành động được công chiếu vào năm 1995 của đạo diễn kiêm diễn viên Mel Gibson. Bộ phim đề cập đến cuộc đời của hiệp sĩ William Wallace, người đã lãnh đạo nhân dân Scotland đấu tranh giành độc lập trước sự đô hộ của nước Anh dưới Triều đại của Vua Edward I của Anh (được biết đến với biệt hiệu chân dài) ở thế kỷ XIII.

## Nội dung
Bối cảnh lịch sử được đề cập đến trong phim xảy ra vào năm 1280, lúc này xứ sở Scotland không có vua nối dõi, vua Anh "Edward chân dài" - một vị vua thâm hiểm có âm mưu xâm chiếm và đô hộ xứ sở này. Ông ta đã dùng trăm phương ngàn kế để chia rẽ, mua chuộc quý tộc vùng Scotland và đàn áp nhân dân ở xứ này.
Bối cảnh cụ thể của phim được bắt đầu tại thị trấn Elerslie, Scotland. William Wallace (do Mel Gibson thủ vai) sống cùng cha Malcolm Wallace (do Sandy Nelson đóng) và người anh trai Malcolm (do Sean Lawlor đóng) tại thị trấn nhỏ bé này. Tình hình chính trị nội bộ vô cùng phức tạp của đất nước đã cuốn cả gia đình vào vòng xoay của số phận.
Bên ngoài, đế quốc Anh vẫn lăm le đô hộ, nội bộ bên trong lục đục, tương tàn lẫn nhau. Các quý tộc dùng tiền bạc và quyền lực để chiếm đoạt ngai vàng đang bỏ trống do nhà vua vừa qua đời. Nhưng chính các nhà quý tộc này cũng trở thành các con bài dưới tay vị vua nước Anh Edward (do Patrick McGoohan thủ vai) một người thâm hiểm và xảo quyệt.
Vị vua cáo già này trao cho các nhà quý tộc Scotland nhiều đặc quyền đặc lợi nhằm ru ngủ và mua chuộc họ (một trong những quyền mà ông ta ban cho họ là "quyền được hưởng đêm đầu tiên". Đối với những thành phần chống đối, ông ta thẳng tay tiêu diệt bằng mọi thủ đoạn. Cha và anh trai của William đã bị giết trong một cuộc nổi loạn chống lại người Anh. Trong lễ tang của cha và anh, William gặp ông bác Argyle Wallace (Brian Cox đóng), người cùng chiến đấu với cha William và Malcolm. Argyle quyết định đưa cháu đi theo vì ông là người thân cuối cùng của William. Từ đó William theo bác phiêu bạt giang hồ, đi khắp mọi miền của đất nước Anh. Qua đó anh đã được tận mắt chứng kiến sự tàn ác của những kẻ đô hộ đất nước mình.
Sau khi trưởng thành, anh quay về thị trấn quê nhà với mong muốn xây dựng gia đình và tim một cuộc sống yên bình, anh gặp lại Murron (Catherine McCormack thủ vai) chính là cô gái lúc còn bé anh đem lòng yêu thương trước khi lên đường đi theo ông bác, anh nảy sinh tình cảm thắm thiết với cô này. Sau nhiều lần hò hẹn, cuối cùng anh đã ngỏ lời cầu hôn với cô và được chấp nhận.
Dù mong muốn một cuộc sống yên bình nhưng sóng gió cuộc đời đã ập đến anh. Ở Scotland thời bấy giờ có một điều luật rất hà khắc (Luật Tối thượng), theo luật này thì lãnh chúa được ngủ với các cô dâu vào đêm tân hôn (Quyền được hưởng đêm đầu tiên), rất nhiều phụ nữ Scotland khi mới thành hôn phải làm chuyện vợ chồng với lãnh chúa mà chưa kịp ái ân với chồng của mình. William và Murron đã phải bí mật kết hôn họ giấu tất cả, cả gia đình và bí mật nhờ một thầy tu làm phép kết hôn và tiến hành động phòng, ái ân bên dòng suối trong một đêm trăng sáng.
Nhưng hạnh phúc đó nhanh chóng tan vỡ. Nét tươi tắn, rạng người của một người phụ nữ vừa có chồng cộng với vẻ trẻ trung của Murron đã khiến một đám lính Anh đồn trú ở thị trấn này để ý. Chúng đã chặn đường cô và giở trò hãm hiếp, Murron kiên quyết chống trả và sau đó được William cứu thoát, cả hai chạy trốn khỏi sự truy sát của quân Anh, William, thoát được nhưng Murron thì bị bắt và bị xử tử bằng một nhát dao cứa vào cổ.
Tin này được loan truyền và đã gây phẫn nộ dữ dội cho người Scotland, riêng đối với William, anh đã bừng tỉnh và từ bỏ cuộc sống ung dung tự tại mà quyết tâm đánh đuổi quân Anh đô hộ. Anh cầm đầu cuộc khởi nghĩa, chiếm các đồn, pháo đài và thị trấn do người Anh kiểm soát, nghĩa quân đã phát triển mạnh mẽ và đánh bại được quân đội Anh trong một trận đánh lớn.
Trận đánh này rất ác liệt, trong trận này Wiliam đã đưa ra sáng kiến và giải pháp hữu ích để chống lại kỵ binh của Anh - là chiến thuật mà từ trước đên nay chưa một đội quân nào có thể cầm cự trước một làn kỵ binh của Anh. Anh đã dùng những gậy gỗ dài, cùng bộ binh lập thành thế trận và đâm vào những con ngựa, kết quả toàn bộ đội kỵ binh Anh bị tiêu diệt, bộ binh cũng thảm bài, thanh thế của Wiiam vang dội và anh được phong tước hiệp sĩ.
Chưa dừng lại đó, anh còn muốn tiến quân xâm chiến đất Anh. Vị vua Anh thâm hiểm lo sợ bèn dùng thủ đoạn thỏa hiệp đình chiến và dùng tước hiệu, đất đai để mua chuộc những quý tộc người Scotland khiến họ phản bội William và bán đứng anh. Sau cùng anh bị bắt. Trước khi bị hành quyết, William bị tra tấn dã man và bị phanh thây.Chứng kiến cuộc hành hình dã man, người dân đã đồng loạt kêu gọi sự khoan hồng cho William. Thay vì xin sự khoan hồng, anh hô to hai chữ "tự do" và âm thanh của anh đủ lớn để làm cho vua Edward I bị đột quỵ và qua đời. Trước khi chết, William đã nhìn thấy hình ảnh Murron mỉm cười trong đám đông.

## Đối chiếu với lịch sử
Qua đối chiếu với lịch sử có một số điểm trong phim hư cấu chưa phù hợp, cụ thể là:
- Trong phim thì chiến tranh bắt đầu từ năm 1276 tuy nhiên, thực tế ở Scotland không có cuộc chiến nào cho đến năm 1296.
- Nhiều nhân vật nam mặc váy Kilt nhưng thực tế phải vài năm sau đó trang phục này mới được biết đến
- Về chuyện tình của Wallace và nàng Isabella, tại lịch sử ở thời điểm sự kiện diễn ra, Isabella mới chỉ có 3 tuổi nên khó có thể có mối tình này.

## Diễn viên
- Mel Gibson vai William Wallace
  - James Robinson as young William Wallace
- Sophie Marceau đóng vai Vương nữ Isabelle của Pháp
- Angus Macfadyen as Robert the Bruce
- Patrick McGoohan as Quốc vương Edward I của Anh
- Catherine McCormack as Murron MacClannough-Wallace
  - Mhairi Calvey as young Murron
- Brendan Gleeson as Hamish
  - Andrew Weir as young Hamish
- Peter Hanly as Prince Edward
- James Cosmo as Campbell
- David O'Hara as Stephen of Ireland
- Ian Bannen as Bruce's father
- Seán McGinley as MacClannough
- Brian Cox as Argyle Wallace
- Sean Lawlor as Malcolm Wallace
- Sandy Nelson as John Wallace
- Stephen Billington as Phillip
- John Kavanagh as Craig
- Alun Armstrong as Mornay
- John Murtagh as Lochlan
- Tommy Flanagan as Morrison
- Donal Gibson as Stewart
- Jeanne Marine as Nicolette
- Michael Byrne as Smythe
- Malcolm Tierney as Magistrate
- Bernard Horsfall as Balliol
- Peter Mullan as Veteran
- Gerard McSorley as Cheltham (inspired by Hugh de Cressingham)
- Richard Leaf as Governor of York
- Mark Lees as Old Crippled Scotsman
- Tam White as MacGregor
- Jimmy Chisholm as Faudron
- David Gant as the Royal Magistrate